# Grasmutter
Das Naturschutzgebiet Grasmutter ist ein mit Verordnung vom 12. Juni 1995 durch das Regierungspräsidium Freiburg ausgewiesenes Naturschutzgebiet auf dem Gebiet der Gemeinde Dürbheim.

## Lage
Das Naturschutzgebiet Grasmutter liegt auf dem Dürbheimer Berg zwischen den Weilern Rußberg und Risiberg, etwa 1,5 Kilometer südöstlich von Dürbheim im Naturraum Hohe Schwabenalb. Geologisch liegt es in den Schichten des Oberjuras.

## Schutzzweck
Schutzzweck ist laut Schutzgebietsverordnung „die Erhaltung der Wacholderheide »Grasmutter« als Lebensraum einer wärme- und trockenheitsliebenden Flora und Fauna mit einer Vielzahl seltener und geschützter Arten“ und „eine vom Menschen durch jahrhundertelange Schafbeweidung geprägte Landschaft von besonderer Eigenart und Schönheit.“

## Landschaftscharakter
Das Gebiet Grasmutter ist eine Wacholderheide mit einzelnen Hudebäumen. Sie ist umgeben von Nadelmischwald-Beständen und gemähtem Wirtschaftsgrünland.

## Flora und Fauna
Zu den nennenswerten Pflanzenarten des Gebiets gehören unter anderem die Echte Mondraute, die  Silberdistel, der Flügelginster, der Deutsche Enzian und die Zweiblättrige Waldhyazinthe.
Insgesamt 15 Brutvogelarten, darunter Baumpieper, Bluthänfling und Goldammer sind im Gebiet nachgewiesen.
Im Gebiet kommen beide heimischen Heupferd-Arten (Zwitscherschrecke und Großes Heupferd) nebeneinander vor, was für den Naturraum eher ungewöhnlich ist. außerdem gibt es ein Vorkommen des Wiesengrashüpfers, der eigentlich eher in feuchten Lebensräumen zu finden ist.

## Zusammenhängende Schutzgebiete
Das Naturschutzgebiet Grasmutter ist Bestandteil des FFH-Gebiets Großer Heuberg und Donautal sowie des Vogelschutzgebiets Südwestalb und Oberes Donautal. die benachbarten Offenland-Flächen sind als Landschaftsschutzgebiet Dürbheimer Berg geschützt.